# Амен (словеначка песма)
Amen је песма словеначке певачице Ане Соклич. Песма је представљала Словенију на такмичењу за песму Евровизије 2021. у Ротердаму.
РТВ Словенија је 16. маја 2020. потврдила да ће Ана Соклич представљати Словенију на такмичењу 2021. године. Након проглашења Ане за изабраног извођача, композитори су могли да доставе своје песме емитеру у периоду од 13. јула 2020. до 30. септембра 2020. године. Стручна комисија коју чине Ана Соклич, Дарја Швајгер и Владимир Граић уврстила је у ужи избор три песме из пристиглих пријава. Од три песме у ужем избору победничку је одредила стручна комисија коју чине Дарја Швајгер, Мојца Менарт и Матевж Шалехар. Песма је представљена током специјалне емисије ЕМА 2021 27. фебруара 2021. у Студију 1 РТВ Словенија у Љубљани, чији су водитељи Леа Сирк и Нејц Шмит.